# Wołodymyr Drozd
Wołodymyr Hryhorowycz Drozd (ukr. Володимир Григорович Дрозд, ur. 25 sierpnia 1939 w Petruszynie w obwodzie czernihowskim, zm. 23 października 2003 w Kijowie) – ukraiński pisarz i publicysta.

## Życiorys
Był dziennikarzem w rejonowej gazecie. W 1962 opublikował książkę z nowelami i opowiadaniami Lublu syni zori i został przyjęty do Związku Pisarzy Ukrainy, w 1968 ukończył studia na Uniwersytecie Kijowskim. Tworzył prozę podejmującą problemy społeczne i filozoficzne, łączącą obserwację obyczajową z analizą psychologiczną ludzkich postaw, zwłaszcza konformizmu (Katastrofa z 1968, wyd. pol. 1984, Biłyj kiń Szeptało z 1969, Spektakl z 1985). W swojej twórczości często nawiązywał do poetyki folkloru. Pisał też utwory sceniczne i artykuły publicystyczne. W 1999 został odznaczony Orderem Księcia Jarosława Mądrego V klasy. Polski wybór jego prozy ukazał się w 1980 pt. Oliwki.